# Jay Jay, el avioncito
Jay Jay, el avioncito es una serie de televisión estadounidense animada dirigida a un público infantil, hecha en formato CGI. Cuenta con 62 episodios.

## Formato
Los personajes, únicos, son humanos, aviones, vehículos y un helicóptero, todos ellos humanoides. Narra las aventuras de un avioncito llamado Jay Jay y sus amigos, Tracy, Snuffy y Herky, entre otros, que viven en el aeropuerto de una pequeña ciudad llamada Tarrytown, quienes se embarcan en una aventura de cuentos, juegos y canciones. 
Algunos episodios duran 22 o 24 minutos. Fue producida por Cayu. Está dirigido para un público entre las edades de 2 a 7 años. 
En 1994, se hizo una corta serie de acción en vivo, con personajes planos en modelo reales y animados elaborado personajes humanos. No hablaban, pero tenían las mismas personalidades como en la serie posterior. Esta serie original fue narrada de manera similar a los primeros episodios de Thomas The Tank Engine.

## Emisión
Esta serie nació el 21 de noviembre de 1998 en TLC. Para Latinoamérica se empezó a doblar el 28 de agosto de 1999 y el 30 de diciembre de 2007 para Discovery Kids. En 2005, la serie fue cancelada.
Con los nuevos episodios, en 2005, se introdujo un nuevo personaje, que se llama Lina, la avioncita, con misteriosos planes.

## Reparto
| Personajes               | Actores originales (EE. UU.)                                                 | Descripción |
| ------------------------ | ---------------------------------------------------------------------------- | --- |
| Jay Jay                  | Mary Kay Bergman (1998-2000) Debi Derryberry (2001-2004) Donna Cherry (2005) | Masculino. Es un pequeño avión de pasajeros de color azul y rojo; es el personaje principal y protagonista. |
| Tracy                    | Gina Ribisi (1998-2000) Sandy Fox (2001-2005)                                | Femenino. Es un pequeño avión jet de pasajeros de color morado y amarillo y la mejor amiga de Jay Jay. Tiene la audición normal, pero entiende lenguaje de señas americano. |
| Snuffy Narices           | Gina Ribisi (1998-2000) Sandy Fox (2001-2005)                                | Masculino. Es un pequeño monoplano de color verde lima equipado para publicidad aérea. |
| Herky                    | Mary Kay Bergman (1998-2000) Debi Derryberry (2001-2004) Donna Cherry (2005) | Masculino. Es un helicóptero de color amarillo de origen mexicano. En la serie habla con un tartamudeo. Ama las rosquillas. |
| Big Jake Gran Jake       | Chuck Morgan (1998-2000) Michael Donovan (2001-2005)                         | Masculino. Adulto. Figura paterna. Es un avión de transporte de carga de color gris oscuro. |
| Savannah                 | Mary Kay Bergman (1998-2000) Debi Derryberry (2001-2005)                     | Femenino. Adulta. La figura de la madre. Es un avión supersónico de color plateado. |
| Old Oscar                | Chuck Morgan (1998-2000) Michael Donovan (2001-2005)                         | Masculino. Mayor. Abuelo como figura. Es un viejo biplano de color verde esmeralda. |
| Tuffy Toffi, el remolque | Sandy Fox                                                                    | Femenino. Es una grúa de color azul y rojo, prima de Revvin Evan (el camión de bomberos); tiene un impedimento del habla. |
| Brenda Blue              | Eve Whittle                                                                  | Es una mujer con la ropa azul, y por lo general lleva una gorra de color rojo o en ocasiones azul celeste. Ella está a cargo del aeropuerto, y es la mecánica. Ella no utiliza en el aeropuerto la torre de control, pero se comunica con los aviones por un portátil de radio de dos vías de la tierra. |

## Producción
- La serie fue producida por las animadores modernos en Oxnard, California, EE. UU.. A diferencia de Thomas the Tank Engine, esta serie utiliza una variedad de técnicas de animación.

- Los aviones eran modelos informáticos creados en Maya y el software propietario.
- El movimiento de las aeronaves se registraron al jugar a cabo en la escena con modelos de madera, equipados con sensores de posición magnéticos. La aeronave tenía un interruptor para ayudar en el aterrizaje y el rodaje debido a algunas pequeñas fluctuaciones en los datos de posicionamiento magnéticos.
- El movimiento en las caras de los aviones se hicieron mediante la sincronización de seguimiento facial, una técnica en la que los puntos de reflexión se colocan en la cara de un actor de voz. La pista de voz se graba digitalmente junto con el punto de datos. Así que el tipo se procesa utilizando una forma de animación paramétrica.
- El movimiento de la cabeza y otros efectos fueron hechas por joysticks.

- Datos: Q959639